# Les Thuiles
  Les Thuiles  es una localidad y comuna de Francia, en la región de Provenza-Alpes-Costa Azul, departamento de Alpes de Alta Provenza, en el distrito de Barcelonnette y  valle del río Ubaye, situada entre las localidades de Le Lauzet-Ubaye y Méolans-Revel.

## Demografía
| 184 | 165 | 184 | 230 | 274 | 344 |
| Para los censos de 1962 a 1999 la población legal corresponde a la población sin duplicidades (Fuente: INSEE [Consultar]) |     |     |     |     |     |

## Lugares de interés
- Iglesia de Saint Martin